# 418
Період падіння Західної Римської імперії. У Східній Римській імперії триває правління Феодосія II. У Західній формально править Гонорій, але значна частина території окупована варварами. У Китаї правління династії Цзінь. В Індії правління імперії Гуптів. У Японії триває період Ямато. У Персії править династія Сассанідів.
На території лісостепової України Черняхівська культура. У Північному Причорномор'ї готи й сармати. Історики VI століття згадують плем'я антів, що мешкало на території сучасної України приблизно з IV сторіччя. З'явилися гуни, підкорили остготів та аланів й приєднали їх до себе.

## Події
- Імператор Гонорій заплатив візіготам за відвоювання Іберійського півострова для Західної Римської імперії. Візіготи витіснили вандалів і розширили свої території, утворивши Візіготське королівство.
- Новим королем візіготів став Теодоріх I.
- Боніфацій I став Папою Римським.
- Евлалій став антипапою.

## Померли
- Зосима, Папа Римський.